# Janavis
Janavis (il cui nome significa "uccello di Giano") è un genere estinto di uccello dentato, appartenente al clade Ichthyornithes, vissuto nel Cretaceo superiore, circa 66.8–66.7 milioni di anni fa (Maastrichtiano), in quello che oggi è la Formazione Maastricht in Belgio. Il genere contiene una singola specie, la specie tipo J. finalidens, i cui resti vennero ritrovati negli anni '90, segnalati nel 2002, e descritti nel 2022. Recuperato quasi simultaneamente dalla stessa area del contemporaneo Asteriornis maastrichtensis, allora il più antico uccello moderno conosciuto, Janavis fornisce informazioni utili sull'evoluzione e la divergenza tra uccelli basali e moderni, in particolare sulle modifiche evolutive dei loro crani.

## Scoperta e denominazione

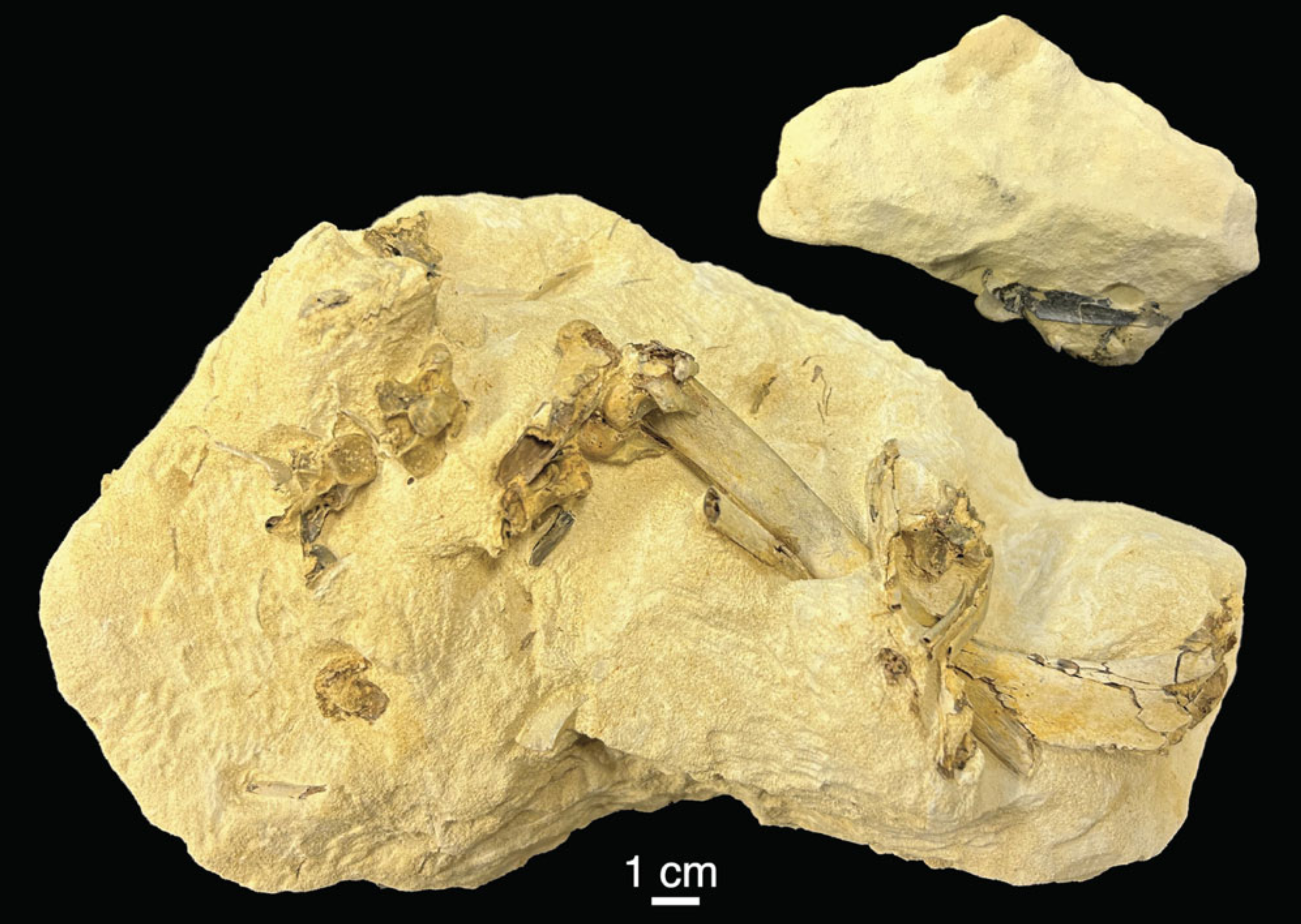
Blocco della matrice che comprende gli esemplari olotipici di Asteriornis (NHMM 2013 008; in alto a destra) e Janavis (NHMM RD 271; in basso a sinistra)

L'esemplare olotipo di Janavis venne raccolto nel 2000 durante uno scavo di fossili in una sezione esposta della Formazione Maastricht nella cava di Cimenterie Belge Réunie-Romontbos, a ovest del villaggio di Eben Emael (Bassenge), Belgio. L'esemplare venne raccolto e in parte preparato dal paleontologo dilettante olandese Rudi W. Dortangs. Un team di paleontologi americani e olandesi ha segnalato la scoperta identificandola come "l'ultimo uccello mesozoico d'Europa", nel 2002, da cui è stato assegnato come una specie del gruppo ancestrale (come membro basale del clade Ornithurae) degli uccelli moderni. I sedimenti in cui si era depositato il fossile sono stati stimati a 66,8 milioni di anni, nel Cretaceo superiore. I ricercatori hanno concluso: "Questo fossile è il più giovane uccello non-neornitino (=non moderno) conosciuto fino ad oggi in qualsiasi parte del mondo: è stato raccolto appena 40 metri sotto (equivalenti a circa 800.000 anni prima) il confine KT".
Il fossile venne donato da Dortangs al Natuurhistorisch Museum Maastricht (Museo di storia naturale di Maastricht) a Maastricht, Paesi Bassi, da dove è stato inviato al team di Daniel J. Field presso l'Università di Cambridge nel 2018. L'analisi dell'esemplare venne assegnata allo studente Juan Benito. Sperando che una scansione TC potesse fornire informazioni sulle parti rimanenti incastonate all'interno della roccia, Benito fece una serie di osservazioni, ma rimase deluso. Tutto ciò che riusciva a vedere era "solo un mucchio di vertebre e costole". Due anni dopo, Benito, allora borsista post-dottorato, riesaminò l'esemplare. Il team di Field ha successivamente effettuato scansioni TC più elaborate ed è giunto alla conclusione che l'esemplare apparteneva a un'antica specie di uccello sconosciuta alla scienza. Il gruppo pubblicò una nuova descrizione su Nature nel 2022, nominando Janavis finalidens.
L'esemplare olotipo di Janavis (NHMM RD 271), è incastonato in roccia dura del membro Valkenburg della Formazione Maastricht, risalente al Maastrichtiano, il che ha reso impossibile eseguire un'analisi dettagliata senza romperlo. Solo parti del cranio (un osso pterigoideo sinistro inizialmente scambiato per una parte dell'arto anteriore) sono esposte sul blocco principale; mentre un dente frammentario, una falange e tre vertebre della colonna vertebrale sono associate ad esso. L'esame mediante tomografia computerizzata nel 2021 ha rivelato strutture aggiuntive all'interno della roccia tra cui ossa del collo (sei vertebre cervicali), altre quattro vertebre dorsali, la prima falange del secondo dito dell'arto anteriore, la scapola sinistra, un omero e un pezzo del femore superiore destro. Il nome del genere Janavis deriva dal dio romano Giano, il dio degli inizi e delle fini, e dalla parola latina avis ossia "uccello"; il nome della specie, finalidens, deriva dal latino finalis che significa "finale", e dens che significa "dente", a riflettere il fatto che l'esemplare è tra gli uccelli dentati più recenti conosciuti.

## Descrizione

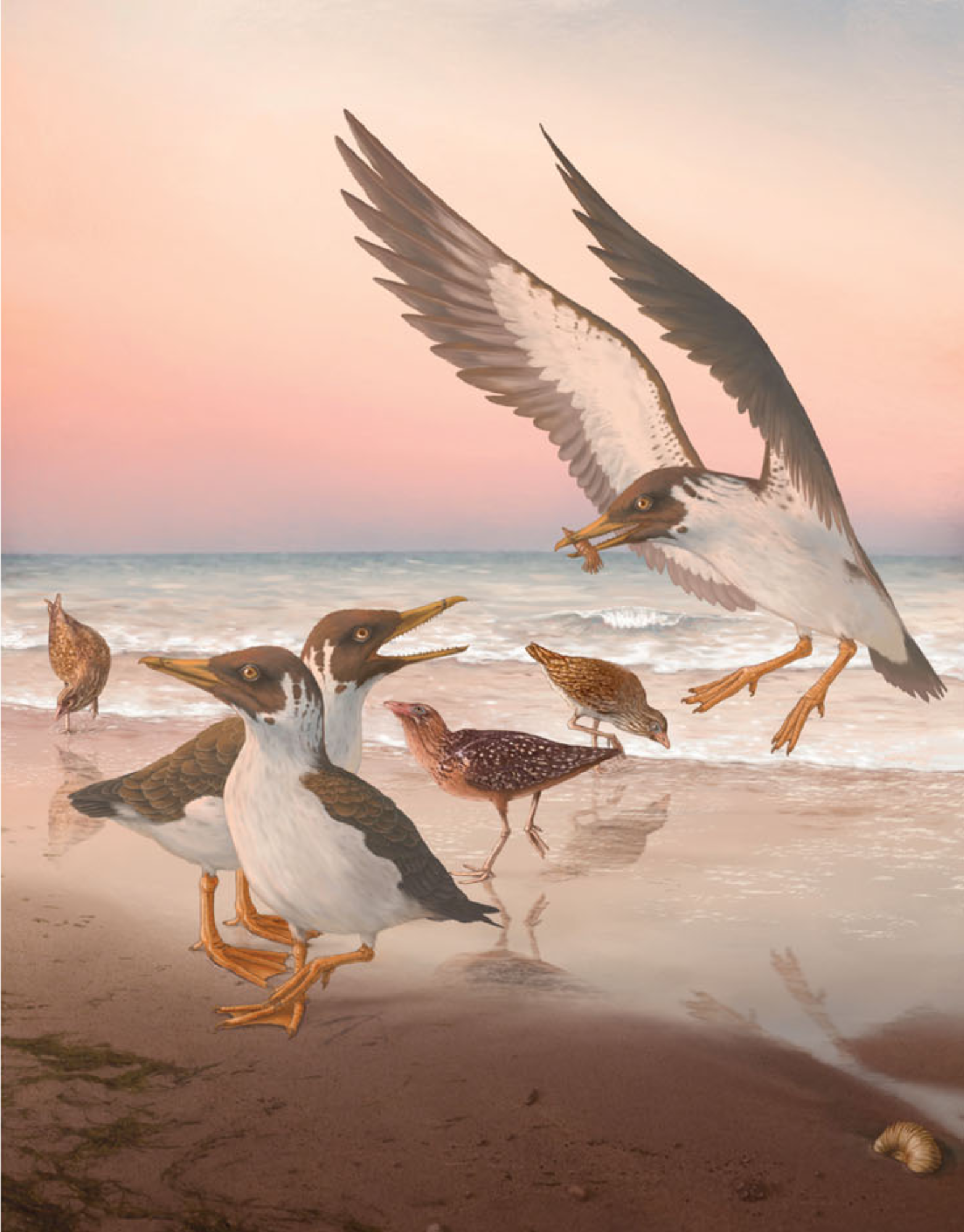
Ricostruzione artistica di Janavis e Asteriornis, nel loro habitat naturale, lungo la riva di un mare poco profondo nel Maastrichtiano dell'Europa settentrionale

Janavis è un uccello relativamente grande, con un'apertura alare stimata di circa 1,52 metri. L'omero ha una lunghezza di 134,8 millimetri rispetto ai 71,5 millimetri del più grande osso conosciuto dell'ala di Ichthyornis, l'esemplare YPM 1742. L'estrapolazione dalla circonferenza della diafisi dell'omero determina una stima del peso per Janavis di 1504 grammi, mentre l'estrapolazione dalla lunghezza dell'omero indica un peso di 1604 grammi, ma è stata ritenuta meno affidabile poiché questo elemento è rotto nel fossile. La stima del peso minimo è di 1120 grammi.
Oltre alle sue dimensioni, Janavis può essere distinto da tutti gli altri Euornithes conosciuti per il suo maggiore grado di pneumatizzazione delle vertebre dorsali e delle costole, in particolare per la presenza di grandi aperture pneumatiche nella parte inferiore delle vertebre toraciche anteriori e tubercoli fenestrati appaiati sul bordo esterno inferiore della quindicesima vertebra presacrale. La scapola è priva di acromion. Ciò è condiviso con alcuni gruppi di euornithi moderni, ma questi sono tutti molto più derivati.
Il pterigoideo non è fuso con l'osso palatino di fronte a sé, ma è collegato tramite una faccetta a forma di palla. Sulla parte superiore le faccette di contatto con i processi basipterigoidei sono grandi e ovoidali. Entrambi i tratti indicano una cinesi della parte anteriore del cranio, che consente un movimento verticale della mascella rispetto alla parte posteriore del cranio. Questa condizione è condivisa con i Neognathae, ma differisce dal palato rigido dei Paleognathae. Poiché Janavis è posto in una posizione basale rispetto a entrambi i gruppi nell'albero evolutivo, ciò indicherebbe che i Paleognathae hanno sviluppato indipendentemente un palato rigido, contrariamente all'interpretazione standard secondo cui questo tratto è una plesiomorfia ereditata dagli uccelli più basali.